# Здрапи (Люблінський повіт)
Здрапи (пол. Zdrapy) — село в Польщі, у гміні Бихава Люблінського повіту Люблінського воєводства.
Населення — 250 осіб (2011).
У 1975-1998 роках село належало до Люблінського воєводства.

## Демографія
Демографічна структура станом на 31 березня 2011 року:
|          | Загалом | Допрацездатний вік | Працездатний вік | Постпрацездатний вік |
| -------- | ------- | ------------------ | ---------------- | -------------------- |
| Чоловіки | 122     | 30                 | 75               | 17                   |
| Жінки    | 128     | 26                 | 77               | 25                   |
| Разом    | 250     | 56                 | 152              | 42                   |